# Mario Briceño Iragorry
Mario Briceño Iragorry è un comune del Venezuela situato nello stato dell'Aragua.
Il capoluogo del comune è la città di El Limón.